# Голухув (Великопольське воєводство)
Голухув, Ґол́ухув (пол. Gołuchów, нім. Goluchow) — село в Польщі, у гміні Голухув Плешевського повіту Великопольського воєводства.  Місце розташування Голухівського замку.
Населення — 2315 осіб (2011).
У 1975-1998 роках село належало до Каліського воєводства.

## Демографія
Демографічна структура станом на 31 березня 2011 року:
|          | Загалом | Допрацездатний вік | Працездатний вік | Постпрацездатний вік |
| -------- | ------- | ------------------ | ---------------- | -------------------- |
| Чоловіки | 1162    | 282                | 786              | 94                   |
| Жінки    | 1153    | 235                | 714              | 204                  |
| Разом    | 2315    | 517                | 1500             | 298                  |